# Volta de Ciclismo Internacional do Estado de São Paulo
A Volta Ciclística Internacional do Estado de São Paulo (também chamada Tour do Brasil) é uma competição ciclística profissional de estrada por etapas disputada anualmente em São Paulo, Brasil. A competição existe desde 2004 para a categoria elite masculino, e é composta de um prólogo seguido de 8 a 9 etapas. Desde 2005 a competição é um evento de categoria 2.2 no circuito UCI America Tour.
Foi disputada pela primeira vez em 2004, como uma corrida de categoria 2.5 da UCI. Com a criação do UCI Pro Tour e os circuitos continentais da UCI em 2005, passou a fazer parte do UCI America Tour como uma corrida de categoria 2.2.
A data em que a prova foi realizada variou frequentemente durante as edições da prova: as duas primeiras edições foram disputadas em janeiro. Em 2006, o evento ocorreu em março; em 2007 e 2008, em abril, e em 2009, em agosto. De 2010 a 2012, a prova foi realizada em outubro, data para a qual a edição de 2013 estava inicialmente marcada; entretanto, a prova foi adiada para fevereiro de 2014. Com essa mudança, 2013 foi o primeiro ano em que não foi disputada a prova desde sua criação.
Das 10 edições disputadas, 8 foram vencidas por um brasileiro. Gregory Panizo e Magno Prado Nazaret são os maiores vencedores da prova, tendo conquistado a classificação geral em duas oportunidades. Nazaret também é o maior vencedor da prova em vitórias de etapa, tendo conquistado 7 etapas da competição - 5 delas, um contra-relógio individual -, seguido pelo uruguaio Héctor Figueras e o argentino Edgardo Simon, que venceram 6 etapas da competição cada um.
Na 4ª edição da competição, em 2007, o vencedor inicial havia sido Magno Prado Nazaret. Entretanto, ele foi culpado de doping após um teste positivo para sibutramina durante a corrida, e o título ficou com Marcos Novello, que havia terminado em 2º lugar.
Desde 2009, a Volta Ciclística de São Paulo também é conhecida como Tour do Brasil.

## Vencedores
| Ano  | Vencedor             | Etapas               | Distância Total      |
| ---- | -------------------- | -------------------- | -------------------- |
| 2004 | Antônio Nascimento   | 9                    | 967 km               |
| 2005 | Jorge Giacinti       | 9                    | 1100 km              |
| 2006 | Alex Diniz           | 9                    | 1133 km              |
| 2007 | Marcos Novello       | 10                   | 1279 km              |
| 2008 | Gregory Panizo       | 9                    | 1232 km              |
| 2009 | Sérgio Ribeiro       | 8                    | 1129 km              |
| 2010 | Gregory Panizo       | 9                    | 1044 km              |
| 2011 | José Eriberto        | 8                    | 962 km               |
| 2012 | Magno Prado Nazaret  | 8                    | 924 km               |
| 2013 | Não houve competição | Não houve competição | Não houve competição |
| 2014 | Magno Prado Nazaret  | 8                    | 934 km               |

## Etapas e demais classificações

### Vitórias de etapa
19 ciclistas venceram mais de uma etapa entre as 88 realizadas nas 10 edições da prova. São eles:
| Nome                    | Vitórias |
| ----------------------- | -------- |
| Magno Prado Nazaret     | 7        |
| Héctor Figueras         | 6        |
| Edgardo Simon           | 6        |
| André Grizante          | 5        |
| Francisco Chamorro      | 4        |
| Nilceu dos Santos       | 4        |
| Michel Fernández García | 3        |
| Roberto Pinheiro        | 3        |
| Flávio Cardoso          | 3        |
| Alex Diniz              | 2        |

| Nome               | Vitórias |
| ------------------ | -------- |
| Halysson Ferreira  | 2        |
| Tiago Fiorilli     | 2        |
| Márcio May         | 2        |
| Antônio Nascimento | 2        |
| Sérgio Ribeiro     | 2        |
| Rafael Andriato    | 2        |
| Pedro Soeiro       | 2        |
| Bruno Tabanez      | 2        |
| José Eriberto      | 2        |

O maior número de vitórias de etapa em somente uma edição da prova é três, e foi alcançado 5 vezes:
- André Grizante (2004)
- Héctor Figueras (2006)
- Edgardo Simon (2008)
- Michel Fernández García (2009)
- Roberto Pinheiro (2011)